# Yoel Rodríguez
Yoel Rodríguez Oterino – noto solo come Yoel – (Vigo, 21 agosto 1988) è un calciatore spagnolo, portiere del Racing Ferrol.

## Carriera
Nella stagione 2013-2014 ha giocato nella massima serie del campionato spagnolo con il Celta Vigo.